# Équipe des États-Unis féminine de handball
Dernière mise à jour : 05 juillet 2024.
L'équipe des États-Unis féminine de handball représente la fédération américaine de handball lors des compétitions internationales, notamment aux Jeux olympiques et aux championnats du monde.

## Palmarès
championnats panaméricains
- Vainqueur en 1986 et 1991
- Finaliste en 1989

Jeux panaméricains
- Vainqueur en 1987 et 1995

Championnat d'Amérique du Nord et des Caraïbes
- Finalistes en 2017
- Troisième en  2014

## Parcours détaillé
| Jeux olympiques - 1976 : non qualifié - 1980 : non qualifié - 1984 : 5e - 1988 : 7e - 1992 : 6e - 1996 : 8e - 2000 à 2020 : non qualifié Championnats du monde - 1957 à 1973 : non qualifié - 1975 : 11e - 1978 : non qualifié - 1982 : 11e - 1986 : 16e - 1990 : non qualifié - 1993 : 12e - 1995 : 17e - 1997 à 2023 : non qualifié | Jeux panaméricains - 1987 : Vainqueur - 1995 : Vainqueur - 1999 : 4e - 2003 : 4e - 2007 : non qualifié - 2011 : 8e - 2015 : non qualifié - 2019 : 4e - 2023 : non qualifié | Championnats panaméricains - 1986 : Vainqueur - 1989 : Finaliste - 1991 : Vainqueur - 1997 à 2000 : non qualifié - 2003 : 4e - 2005 : 6e - 2007 : 7e - 2009 et 2011 : non qualifié - 2013 : 8e - 2015 : 10e - 2017 : 5e Championnat d'Amérique du Nord et des Caraïbes - 2015 : 3e - 2017 : 2e - 2019 : 5e - 2021 : 4e - 2023 : 5e - 2025 : 4e |

## Galerie

Les États-Unis  aux Jeux olympiques 1988
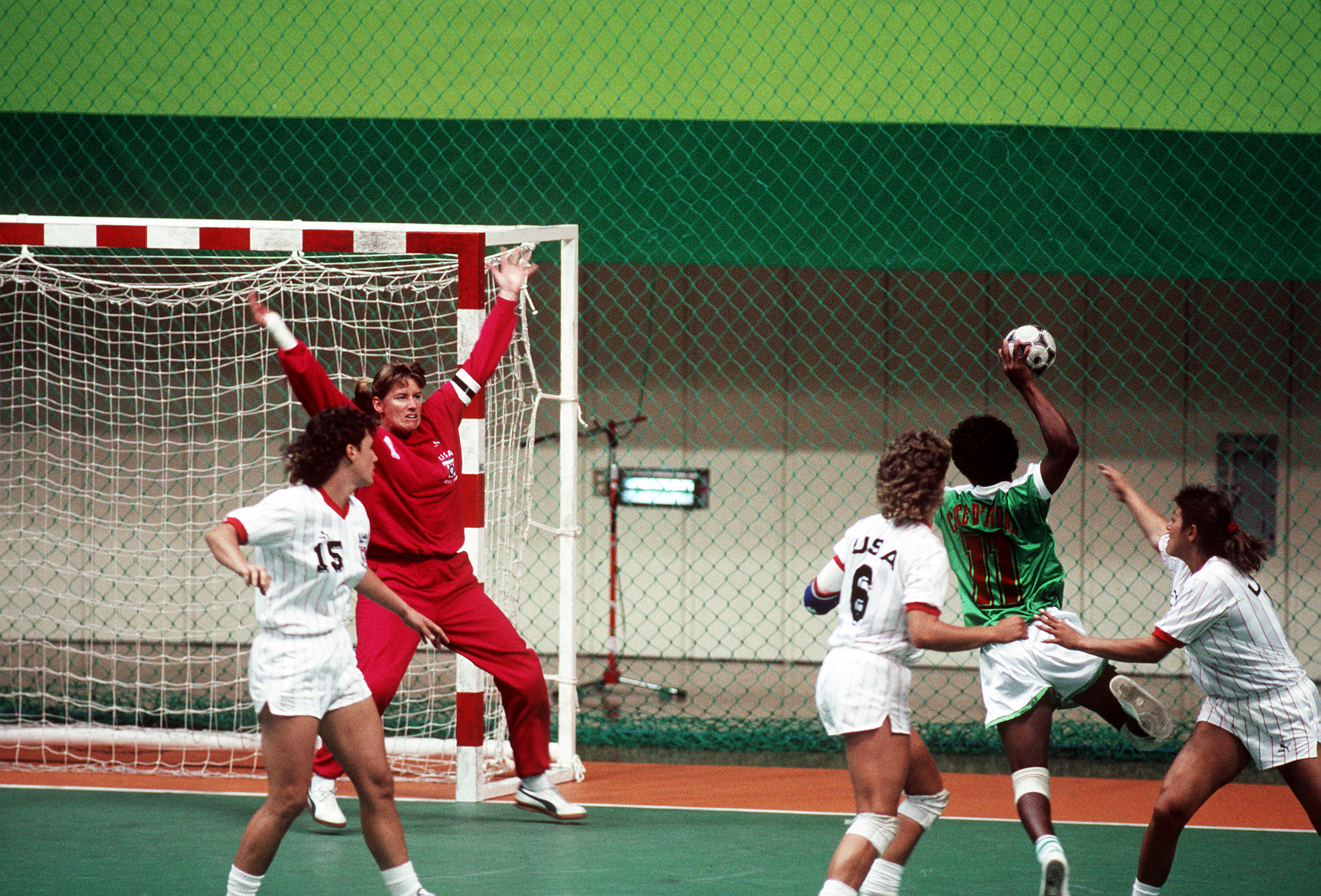
Face à la Côte d'Ivoire.
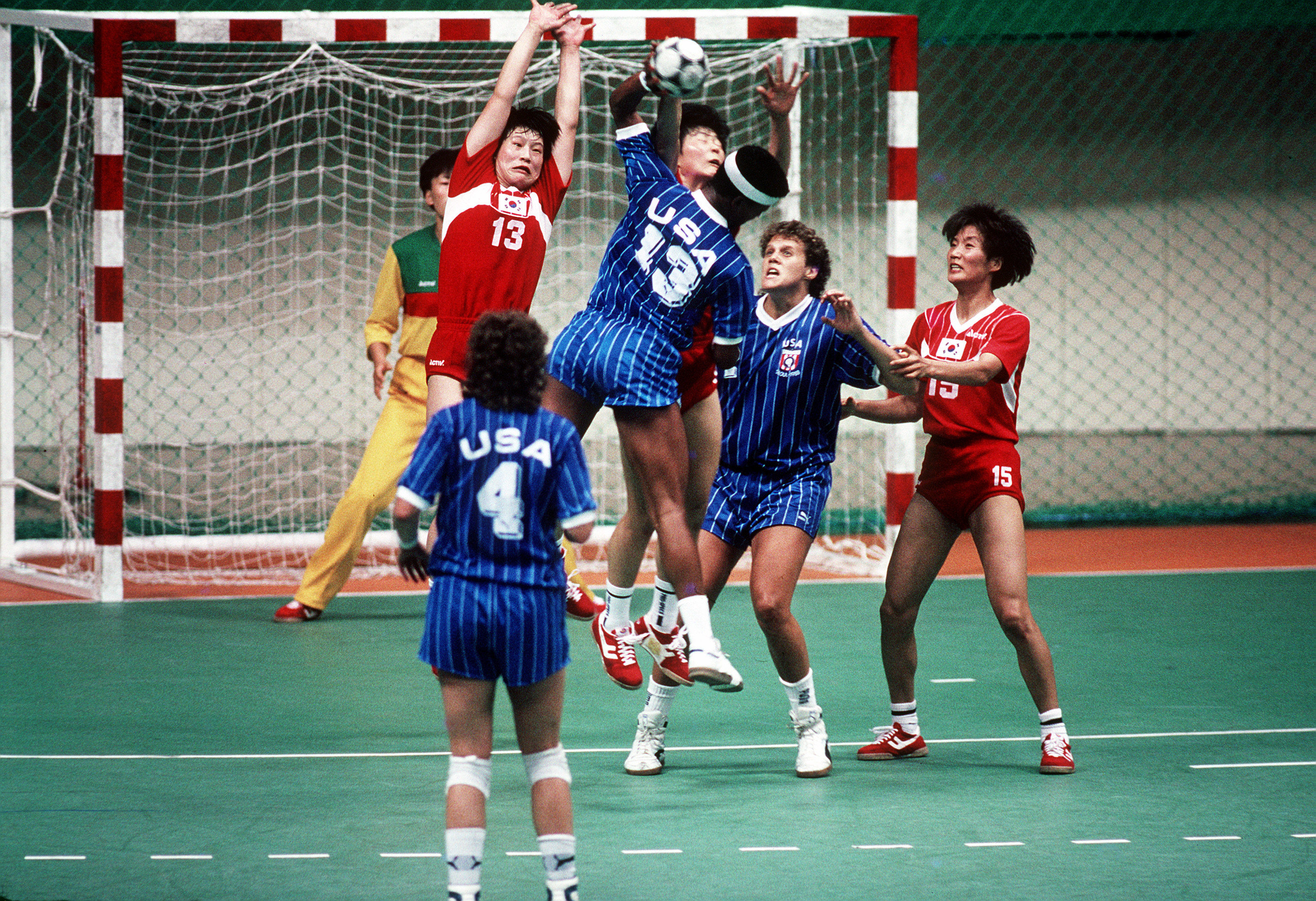
Face à la Corée du Sud.